# Antho graceae
Antho graceae är en svampdjursart som först beskrevs av Bakus 1966.  Antho graceae ingår i släktet Antho och familjen Microcionidae. Inga underarter finns listade i Catalogue of Life.